# Белгород-Днестровский краеведческий музей
Белгород-Днестровский краеведческий музей (укр. Білгород-Дністровський краєзнавчий музей) — основной музей в Белгороде-Днестровском, действующий с 1940 года. Опираясь на богатое историко-культурное наследие края, музей активно способствует духовному и культурному развитию общества и особенно учащейся молодежи. Археологические раскопки античного города Тира, которые велись, начиная с 1900 года, культовые сооружения – Армянская, Греческая церкви XIV-XVII вв.,  каменная гробница римского времени, Аккерманская крепость – уникальный памятник оборонного зодчества периода  средневековья – дали богатый материал для создания городского музея.
Располагается на улице Пушкина 19. В музее функционируют научно-просветительский и научно -экспозиционный отделы, а  по ул. Пушкина 16 расположена экспозиция "Этнография народов юга Приднестровья",

## История
По постановлению Совнаркома УССР 23 ноября 1940 года был открыт Аккерманский краеведческий музей. В основу музея лёг материал, найденный во время раскопок в крепости и древнем городе Тире, а также частные коллекции жителей города. На тот момент в музее были два отдела:  
- отдел     истории     (с     залами     первобытнообщинного     строя,     рабовладельческого и феодального периода)
- общий отдел,   в     котором размещались коллекция оружия XVI-XX вв., коллекция монет, медалей,     гравюр и экспозиция, посвященная освобождению края в 1940-м     году   и восстановлению Советской власти.  Во время войны музейный фонд был разграблен.

В годы Второй мировой войны музей был разрушен, фондовые материалы вывезены и только часть была возвращена.
Открытие новой экспозиции состоялось уже 8 ноября 1946 г., которая разместилась по ул. Пушкина, 19 (ранее дом купца II-ой гильдии М.К. Фемилиди), где находится по настоящее время.
В 1982 году при краеведческом музее был открыт выставочный зал для экспонирования художественных выставок и выставок прикладного искусства. В 1990 году был открыт отдел «Этнография народов юга Приднестровья».
На сегодняшний день, фондовая коллекция музея составляет уже более 84 тыс. экспонатов. Включает в себя самые разнообразные экспонаты – это предметы археологии, историко-бытовые, нумизматики и искусства. Одной из богатейших  является археологическая коллекция античного города Тиры и Черняховской культуры (VI в. до н. э. – IV в. н. э.). Вызывает интерес и коллекция огнестрельного и холодного оружия XVIII - XIX вв., уникальные рукописные и печатные документы по истории иностранной колонизации края первой половины XIX века., а также естественноисторические предметы в экспозиции зала «Природа края».
Материалы из фондовой коллекции музея являются порой единственным источником для изучения истории края как для отечественных, так и для зарубежных ученых. По результатам многих исследовательских работ были опубликованы фундаментальные монографии ученых Румынии, Франции, Швейцарии и Германии.

## Директора
- 1944‒1945 — Бернер Николай Иванович
- 1945‒1946 — Михайличенко А.Б.
- 1946‒1953 — Крысин Георгий Петрович
- 1953‒1958 — Миронов Вадим В.
- 1958‒1959 — врио Авербух Полина Колмановна
- 1959‒1963 — Роднов Георгий Иванович
- 1963‒1976 — Криволап Григорий Иванович
- 1976‒1983 — Полевой Николай Петрович
- 1983‒1987 — Шаров Аркадий Федорович
- 1987‒1989 — Шевченко Фаина Александровна
- 1989‒2007 — Коренева Людмила Евгеньевна
- С 2007 года по настоящее время — Белая Татьяна Павловна

## Экспозиция

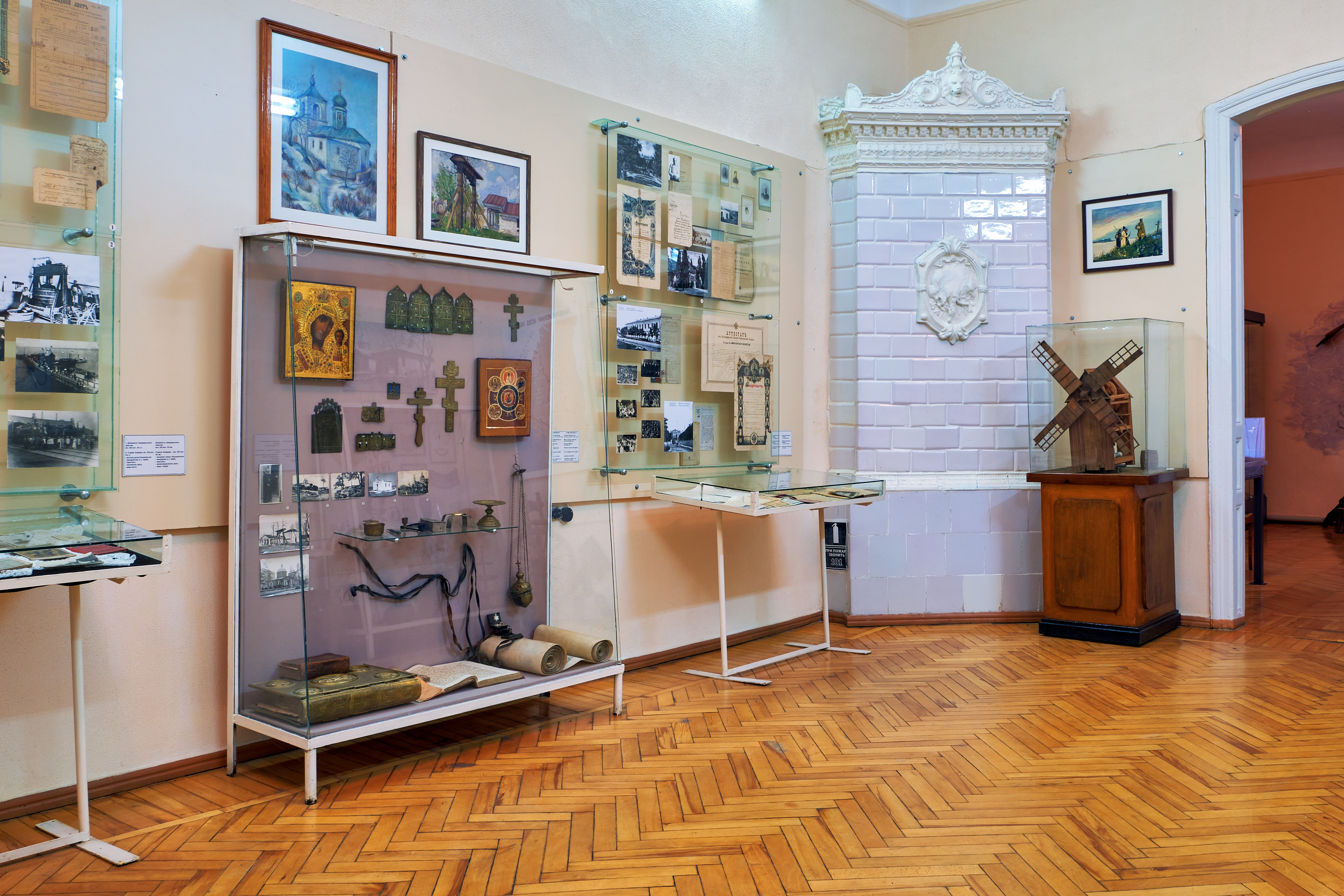
Экспозиция одного из залов музея

В главном здании музея, размещена постоянно-действующая экспозиция которая размещена в девяти больших залах и предоставляет материалы об истории края с древнейших времен и по современный период. Представители флоры и водной и прибрежной фауны Днестра и Черного моря, животный и растительный мир, а также прекрасная орнитологическая коллекция в зале «Природа края» завершают знакомство с одним из старейших музеев региона.

## Выставочный зал
В выставочном зале Белгород-Днестровского краеведческого музея предоставляется возможность презентовать свои работы, как профессиональным мастерам, так и талантливым арматорам города, художникам из разных регионов страны, ближнего и дальнего зарубежья.
Художественные, выставки декоративно-прикладного искусства, фотодокументальные, передвижные из фондов музея, а также коммерческие выставки неоднократно с успехом экспонируются.

## «Этнография народов юга Приднестровья»
Этнографическая коллекция представлена в старом купеческом особняке по ул. Пушкина, 16. Самобытная экспозиция - «Этнография народов юга Приднестровья» представлена оригинальными орудиями труда и предметами быта,  ремесленными изделиями из кожи, глины и дерева. Особый интерес вызывает коллекция разнообразных редких домотканых рушников, ковровых изделий ручной работы, свадебные традиции, костюмы и женские украшения многонационального населения Бессарабии.

## Мемориал славы
Мемориальный музейный комплекс в сквере «Воинской славы» включает в себя фотодокументальную выставку посвященную освободителям города от немецко-фашистских захватчиков в 1944 г., а также передвижную выставку «Поколение победителей» посвященную о жителям города - участникам Второй мировой войны, и постоянно действующую выставку о воинах интернационалистах.